# Агуайо-и-Санчес, Альфредо Мигель
Альфредо Мигель Агуайо-и-Санчес (исп. Alfredo Miguel Aguayo у Sanchez; 28 марта 1866 года, Понсе ― 30 апреля 1948 года, Гавана) ― пуэрто-риканский педагог и писатель

. Учился и жил на Кубе, был профессором в Гаванском университете. Его учение и художественные произведения оказали большое влияние на культуру нескольких поколений кубинцев.

## Биография

### Ранние годы
Альфредо Мигель Агуайо-и-Санчес родился 28 марта 1866 года в Понсе, Пуэрто-Рико. Был внуком доктора Николаса Агуайо, одного из самых выдающихся педагогов Пуэрто-Рико. Когда он был ещё ребёнком, его семья переехала в Гавану. Там он получил степень бакалавра юриспруденции (1892) и доктора педагогических наук (1903)

### Суперинтендант школ
Агуайо был назначен суперинтендантом школ в провинции Гавана, а после этого стал профессором педагогики в Гаванском университете. Основал Журнал образования, издававшийся в Гаване, и был его главным редактором. В 1912 году основал исследовательскую лабораторию по изучению учебного процесса в школах.

### Педагог
Агуайо Санчес отстаивал необходимость всестороннего изучения детской психологии и применения полученных знаний на практике в процессе обучения. Он также был пионером внедрения самых современных методов обучения, в том числе методов американского прагматизма, разработанным Джоном Дьюи.
Когда Гаванский университет был закрыт во время диктатуры Херардо Мачадо, Агуайо организовал свою академию, где происходила подготовка учителей. Он также преподавал в ряде других учебных заведений Кубы.

### Поздние годы
Агуайо жил в изгнании в Пуэрто-Рико и США с 1895 по 1897 год. Отец Агуайо был автором ряда радикальных памфлетов, встреченных властями с враждебностью. Взгляды отца приписывались и ему самому. Агуайо во время диктатуры Херардо Мачадо был задержан по подозрению в экстремизме, но вскоре был отпущен на свободу. В 1944 году он стал почётным профессором Гаванского университета. Умер в 30 апреля 1948 года.

## Наследие
- В муниципалитете Гаваны в честь Агуайо названа муниципальная начальная школа на улице Эстрада Пальма в Сантос-Суарес, построенная в 1936 году.
- В Плайя де Понсе, Пуэрто-Рико, в его честь названа средняя школа[4][5].

## Сочинения
- La escuela primaria como debe ser.
- Enseñanza de la lengua materna, en la escuela primaria.
- Pedagogía del escolar.
- Luis Vives como educador.